# 沃伊內什蒂鄉 (雅西縣)

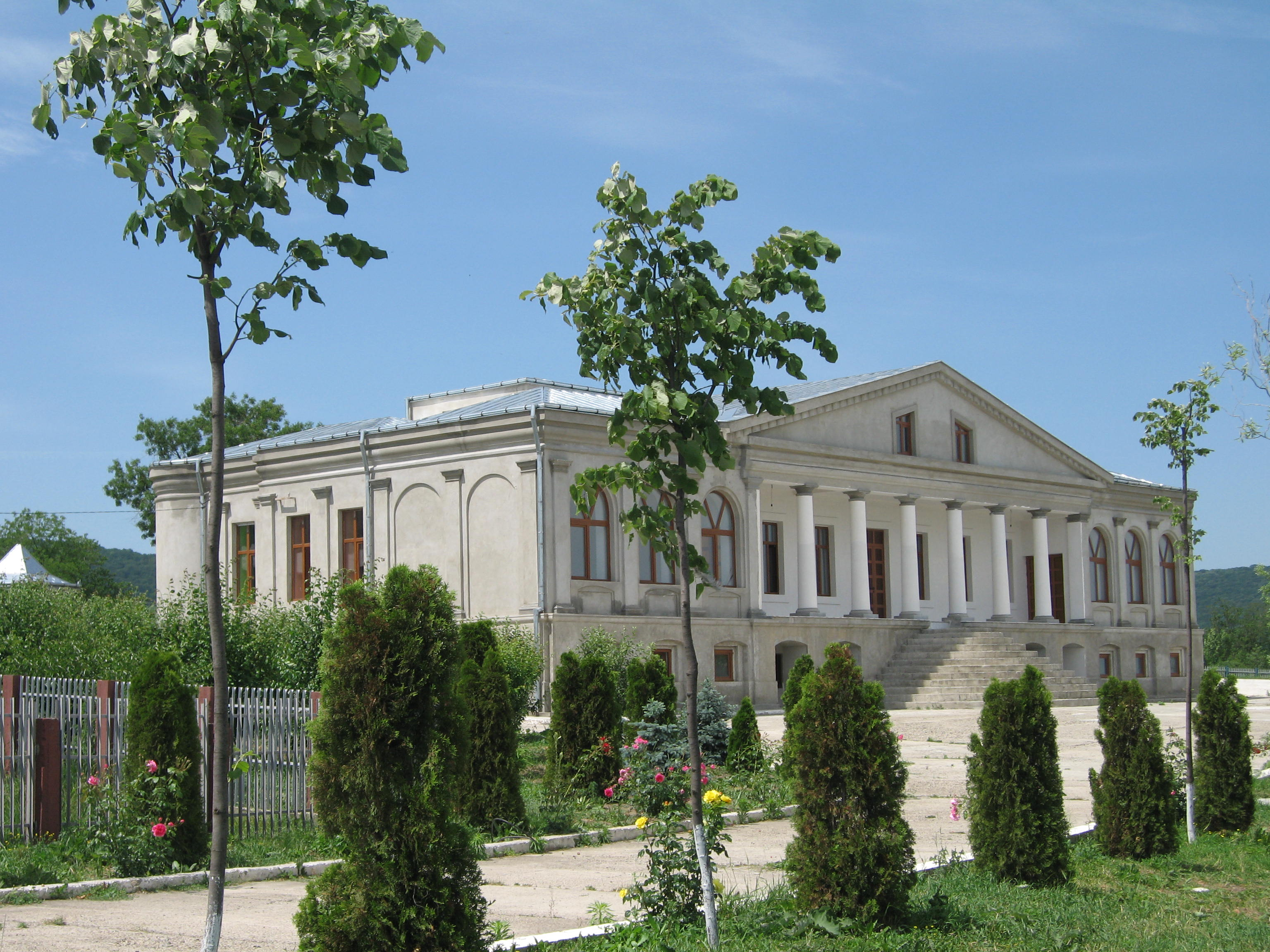

47°05′00″N 27°26′00″E / 47.0833°N 27.4333°E
沃伊內什蒂鄉（羅馬尼亞語：Comuna Voinești, Iași），是羅馬尼亞的鄉份，位於該國東北部，由雅西縣負責管轄，面積64平方公里，海拔高度113米，2007年人口6,907，人口密度每平方公里108人。